# Château de Tratzberg
Le château de Tratzberg est situé sur le territoire de la commune de Stans, dans le land du Tyrol, en Autriche. Le château est mentionné pour la première fois en 1296, mais il est détruit par un incendie en 1490. Il reste alors en ruines pendant plusieurs années, jusqu’à ce que l’empereur Maximilien Ier le remette en fief aux frères Tänzl avec comme condition que ceux-ci en assurent la reconstruction. Le chantier débute en 1500 et dure jusqu’en 1508, la famille Tänzl conservant le château jusqu’en 1533. Vendu à cette date, il connaît ensuite de nombreux propriétaires dans les siècles qui suivent, mais cesse d’être habité à partir du milieu du XVIIIe siècle. Il commence alors à se dégrader et est par ailleurs saccagé par les soldats bavarois en 1809.
La famille Enzenberg en hérite en 1847 et entame de grands travaux de restauration pour pouvoir y habiter. Le château demeure par la suite dans la famille, qui l’adapte à l’accueil des touristes à partir des années 1990.